# وی پی ایکس

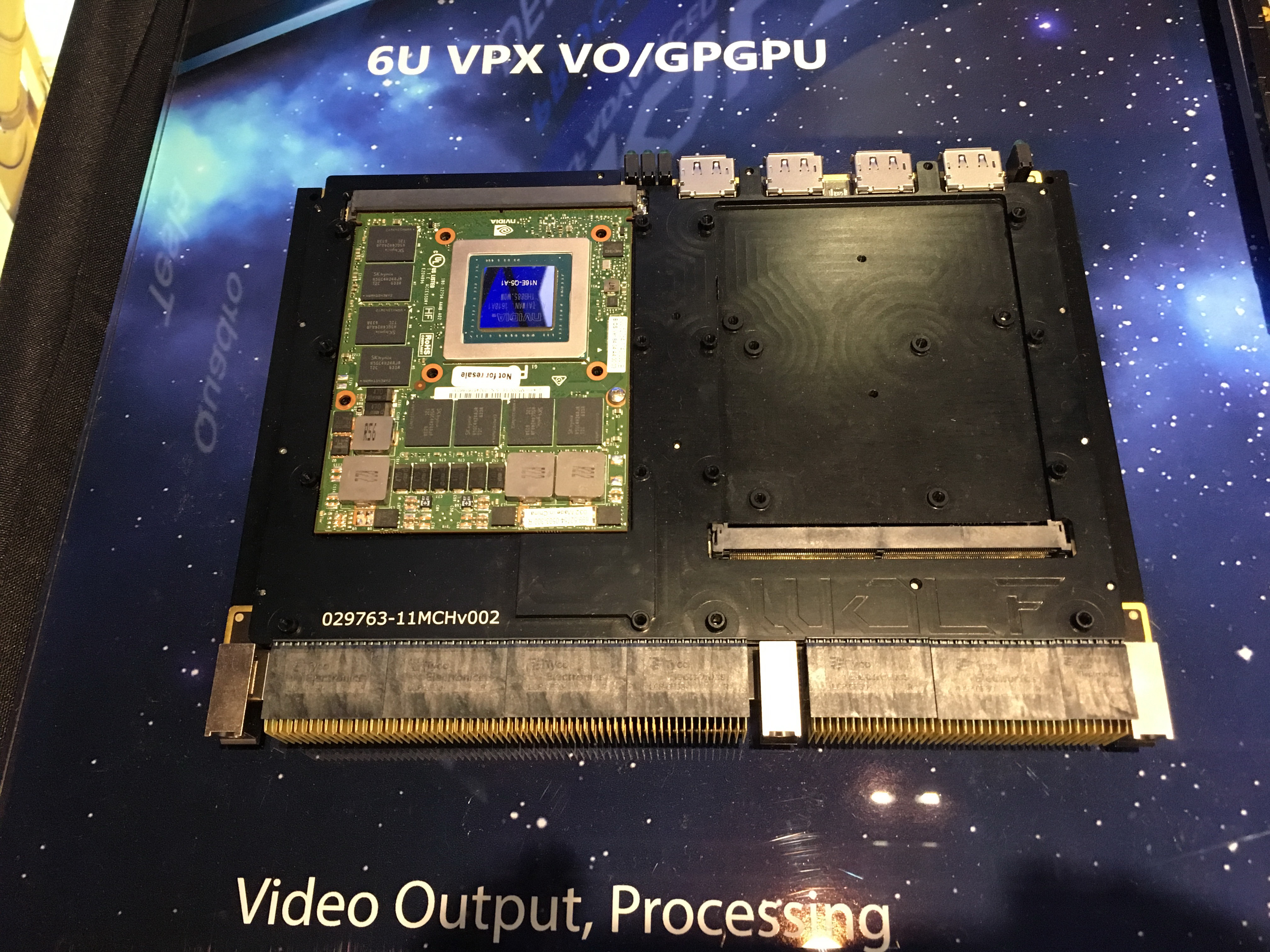
ماژول خروجی ویدئو VPX 6U از شرکت Wolf در DSEI-2019 تشکیل شده است

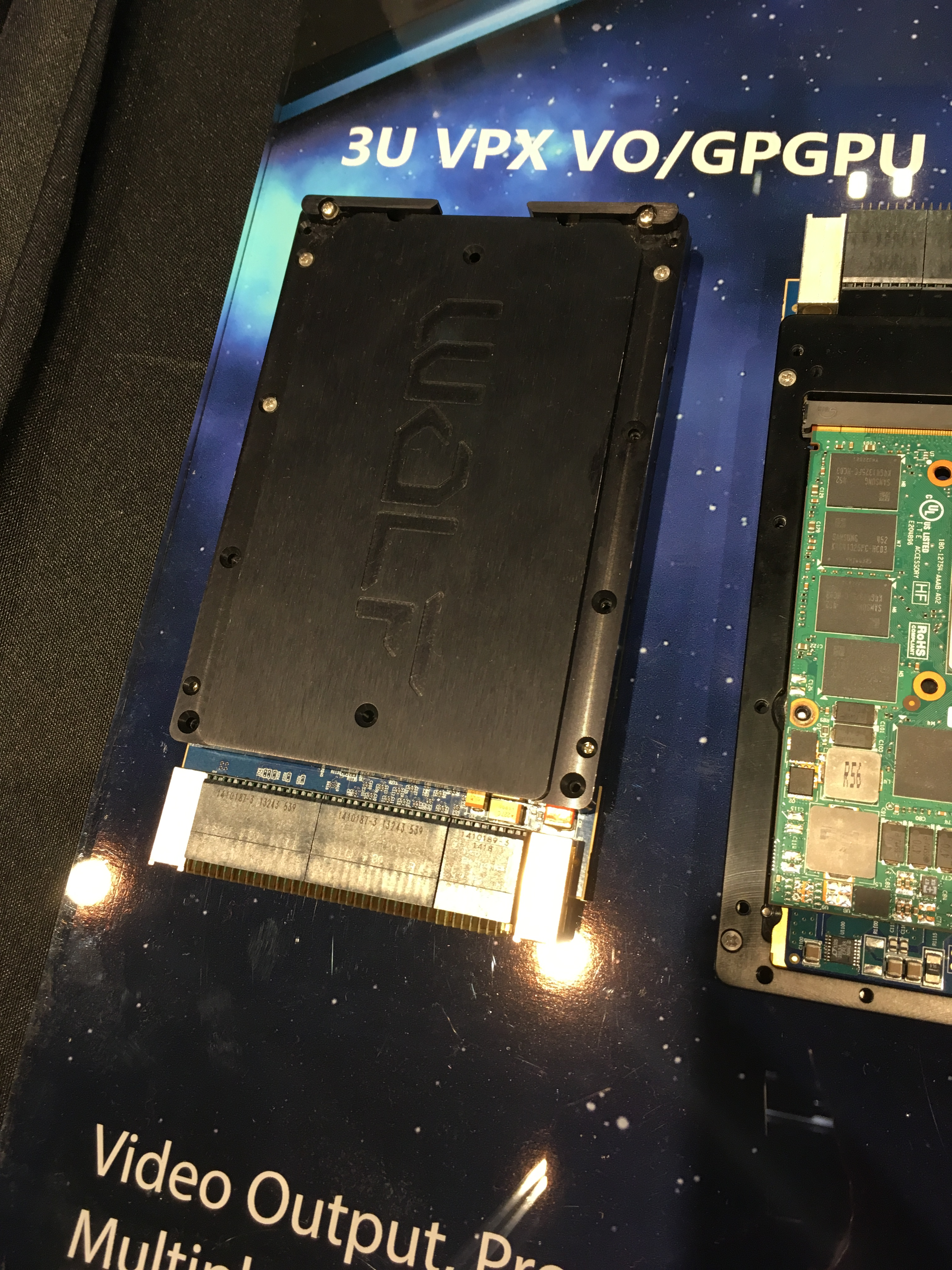
ماژول VPX 3U

فناوری VPX در سال 2004 در (bus&board (VITA ارائه شد. VPX  همچنین به عنوان VITA 46 نیز شناخته می شود ، یک استاندارد (ANSI (ANSI/VITA 46.0-2019که سیستم های مبتنی بر VMEbus را برای پشتیبانی از پارچه های سوئیچ شده از طریق یک اتصال جدید با سرعت بالا فراهم می کند. این تکنولوژی توسط گروه کاری VITA (انجمن تجارت بین‌الملل VME) (متشکل از شرکتهایی مانندAbaco Systems, ADLINK, Aitech, Boeing, Connect Tech, Curtiss-Wright, Elma Electronic, Extreme Engineering Solutions, Inc. (X-ES), GE Intelligent Platforms, General Micro Systems, Inc. (GMS), Kontron, Mercury Computer Systems, Pentek, Cornet Technology, Inc., Wolf Advanced Technology, and Northrop Grumman ) تعریف شده است. این برنامه به طور خاص با در نظر گرفتن برنامه های دفاعی، با یک استاندارد ماژول پیشرفته طراحی شده است که عملکردی عالی برای برنامه ها و سیستم عامل ها فراهم می کند. VPX فاکتورهای موجود 6E و 3U Eurocard VME را حفظ می کند،  از کارتهای PCI Mezzanine
(PMC) و  میزانسن های PMC) XMC با اتصال سریع پارچه سریال سریع) پشتیبانی می کند و حداکثر سازگاری ممکن را با VMEbus حفظ می کند.
نسل های جدید سیستم های جاسازی شده که بر اساس استاندارد VPX بنا شده اند نشان دهنده ی اهمیت رو به رشد اتصالات پارچه ای سریال با سرعت بالا مانند PCI Express RapidIO ، Infiniband و 10 گیگابیت اترنت است.
این فناوری ها جایگزین معماری های سنتی گذرگاه ارتباطات موازی برای ارتباطات محلی می شوند، زیرا قابلیت های قابل توجه بیشتری را ارائه می دهند. فناوری پارچه های سوئیچ شده   از اجزای سیستم های چند پردازشی که به سریعترین ارتباط ممکن بین چندین پردازنده (مثلاً برنامه های پردازش سیگنال دیجیتال) نیاز دارند پشتیبانی می کند. VPX به پایگاه گسترده موجود کاربران VMEbus امکان دسترسی به این پارچه های تعویض شده را می دهد.

## تاریخچه
خاستگاه VPX رفع نقص مقیاس پذیری و عملکرد برای فناوری پل زدن گذرگاه در هر دو طرف آن بود. هدف شامل استانداردهای جدیدتر و سریعتر VMEbus و در سمت گذرگاه محلی شامل نسل جدید استانداردهای گذرگاه PCI بود. VPX استاندار گذرگاه رایانه ای P-PCI، V-VME و X ، میزان استاندارد هر دو گذرگاه.     
فناوری هایی که در VPX فراخوانی می شوند عبارتند از:
- هر دو قالب 3U و 6U
- اتصال سریع 7 ردیف جدید با سرعت بالا 6.25 گیگابیت بر ثانیه
- انتخاب پارچه های سریالی با سرعت بالا
- PMC , FMC و میزانسن های XMC
- هواپیماهای عقب هیبریدی برای جای دادن VME64، VME320 VXS، و برد های VPX
- VPX - پل های گذرگاه به گذرگاه

## مشخصات
به طور مشترک با سایر استانداردهای مشابه ، VPX شامل مشخصات "خط پایه" است که عناصر اساسی مکانیکی و الکتریکی VPX را به همراه مجموعه ای از مشخصات "سطح نقطه" تعریف می کند ، که برای ایجاد یک ماژول عملکردی باید یک یا چند مورد از آنها پیاده سازی شود. مشخصات و وضعیت فعلی آنها به شرح زیر است:
|            | ماژول اساسی                                                          |
| ---------- | -------------------------------------------------------------------- |
| VITA 46.0  | VPX Base Standard - ANSI تصویب شد                                    |
| VITA 46.1  | نگاشت سیگنال VMEbus در VPX - ANSI تصویب شد                           |
| VITA 46.3  | سریال (RapidIO(tm در اتصالات پارچه ای VPX - ANSI تصویب شد            |
| VITA 46.4  | PCI Express در اتصال پارچه VPX - ANSI تصویب شد                       |
| VITA 46.6  | هواپیمای کنترل گیگابیت اترنت در VPX - ANSI تصویب شد                  |
| VITA 46.7  | اترنت در اتصال پارچه ای VPX - ANSI تصویب شد                          |
| VITA 46.9  | نقشه برداری سیگنال PMC / XMC / Ethernet به 3U / 6U در VPX - پیش نویس |
| VITA 46.10 | ماژول انتقال عقب در VPX - پیش نویس                                   |
| VITA 46.11 | مدیریت سیستم در VPX - پیش نویس                                       |
| VITA 46.12 | رابط فیبر نوری در VPX - اکنون VITA 66                                |
| VITA 46.13 | کانال فیبر در VPX - برنامه ریزی شده                                  |
| VITA 46.20 | تعویض تعریف slot در VPX - پیش نویس                                   |
| VITA 46.21 | توپولوژی های سوئیچینگ توزیع شده - پیش نویس                           |

## رابط
بزرگترین تفاوت بین بردهای VMEbus امروزی و بردهای VPX این است که بردهای VPX از رابط جدیدی استفاده می کنند که توسط Tyco Electronics توسعه یافته و به عنوان MultiGig RT2 شناخته می شود. این بدان معنی است که از برد های  VPX نمی توان در یک شاسی استاندارد VMEbus استفاده کرد، اگرچه استفاده از شاسی هیبریدی توسط استاندارد VPX پیش بینی شده است. یک برد VPX 6U دارای شش رابط 16 ستونی ، 7 ردیف RT2 و یک رابط  8 ستونی 7 ردیفه ی RT2 است ، در حالی که یک بورد 3U دارای دو رابط  16 ستونی 7 ردیفه RT2 و یک رابط 8 ستونی 7 ردیفه RT2 است.
همچنین برای برد های VPX، بلوک های تراز بندی / کلید دهی جدید ساخته شده اند که به اندازه ی کافی مقاوم برای جلوگیری از لخته شدن پین طراحی شده اند. همچنین بلوک ها، کلید زدن کارت و زمین ایمنی را فراهم می کنند. یک برد 6U دارای سه بلوک کلید زنی از این دست است، در حالی که یک صفحه 3U دارای دو بلوک کلید زنی است.
رابط MultiGig RT2 به طور خاص برای امکان عملکرد بالا طراحی شده است. این کار را از طریق ویفر 16 ردیفی 7 ردیفه انجام می دهد (ویفرها می توانند توپی ، دیفرانسیل یا تک سر باشند) که با سرعت انتقال حداکثر 6.25 گیگابیت بر ثانیه، امپدانس بسیار کنترل شده، حداقل افت درج و فشار متناوب کمتر از 3٪  را ارائه می دهد. رابط جدید، یک صفحه VPX 6U را قادر می سازد تا در مجموع 707 کنتاکت الکتریکی غیر برق و در مجموع 464 تماس سیگنال را داشته باشد. موارد دوم به صورت زیر قابل استفاده هستند:
- 64 سیگنال به عنوان 32 جفت دیفرانسیل سرعت بالا برای پارچه هسته اجرا شده است
- 104 سیگنال VME64
- 268 برای ورودی و خروجی کاربر شامل 128 جفت دیفرانسیل سرعت بالا (در مجموع 160 جفت دیفرانسیل سرعت بالا)
- 28 برای برنامه های کمکی یا لوازم یدکی سیستم

این رابط به گونه ای طراحی شده است که یک میله سخت کننده معمولی و یک PMC طول استاندارد را فراهم می کند.

## قدرت و با دوام سازی
یک اسلات VMEbus حداکثر به 90 وات در 5 ولت محدود می شود. VPX این میزان را با همان ولتاژ 115 وات یا تا 384 وات در ولتاژ 12 ولت یا 768 وات در 48 ولت بالا می برد. مشخصات VPX 6U خواستار خنک کننده کامپیوتر از طریق یک پاکت هدایت شونده سازگار با استاندارد IEEE IEEE-1101.2 است که سازگار با محفظه موجود است. همچنین برای خنک کردن هوا، به وسیله ی  نسخه فاکتور فرم IEEE 1101.1 / 10 ساخته شده است.
برای نیاز های خنک کننده دقیق تر ، استاندارد REDI
(Ruggedized Enhanced Design Implementation - قبلاً با نام VITA 48 شناخته می شد) چگونگی پیاده سازی تکنیک های طرح بندی برای پشتیبانی بهتر از روش های خنک سازی در  فاکتورهای خاص را توصیف می کند. این ویژگی نه تنها برای پوشش های فلزی ESD در دو طرف برد های VPX، بلکه همچنین برای اجرای اجباری هوا، هدایت و خنک کننده مایع نیز فراهم می شود. REDI همچنین به خنک کننده اسپری نیز اشاره دارد. REDI  شرایطی را برای افزایش فاصله برد به برد و افزایش ضخامت آن ، برای ایجاد قدرت بیشتر و اتلاف گرما، فراهم می کند.

## محصولات
تعدادی از تولید کنندگان، محصولات مبتنی بر استاندارد VPX را در دو شکل 3U و 6U اعلام کرده اند که شامل رایانه های تک برد (مبتنی بر معماری Intel و PowerPC ) ، پردازنده های چندگانه ، پردازنده های گرافیکی ، ماژول های پردازش مبتنی بر FPGA ، ذخیره سازی انبوه ، سوئیچ ها و زیر سیستم های کاملاً یکپارچه هستند. امروزه VPX یک استاندارد بالغ است و محصولات نسل دوم و سوم به بازار عرضه می شوند. VPX همچنین در تعدادی از برنامه های برجسته نظامی طراحی شده است.

## OpenVPX
این گروه کاری در ژانویه 2009 برای تهیه مشخصات در سطح سیستم که به بهبود قابلیت همکاری برای مشخصات VITA 46                 (وی پی ایکس) می پردازد، تشکیل شد و هدف آن بهبود قابلیت همکاری برد های VTS 3TS و VPX 6U از طریق اجرای توپولوژی سیستم از پیش تعریف شده و در نتیجه کاهش خطر پذیرش ، گسترش بازار آدرس پذیر برای راه حل های VPX ، افزایش فرصت های بازار و سرعت بخشیدن به راه حل های VPX در برنامه های مرتبط با دفاع بود.
مشخصات سیستم OpenVPX جزئیات پیاده سازی فنی ماژول های بار و سوئیچ های VPX 3U و 6U ، توپولوژی صفحه اصلی و محصولات شاسی را توصیف می کند که راهنمایی واضحی را در مورد ساخت سیستم عامل های قابل همکاری محاسباتی و ارتباطی ارائه می دهد.
OpenVPX باید به عنوان توسعه یافته و مکمل VPX تلقی شود. مشخصات سیستم OpenVPX در ژوئن 2010 توسط ANSI تصویب شد.